# Zadvarje
Zadvarje és un poble de Croàcia situat al comtat de Split-Dalmàcia. La primera menció escrita de la vila es remunta al 1408, quan era una possessió bòsnia.